# Michael Freund (Politikwissenschaftler)
Michael Freund (* 18. Januar 1902 in Weilheim, Oberbayern; † 15. Juni 1972 in Kiel) war ein deutscher Politologe und Historiker. Er gehört zur Generation der Gründungsväter der Politikwissenschaft in Deutschland nach dem Zweiten Weltkrieg.

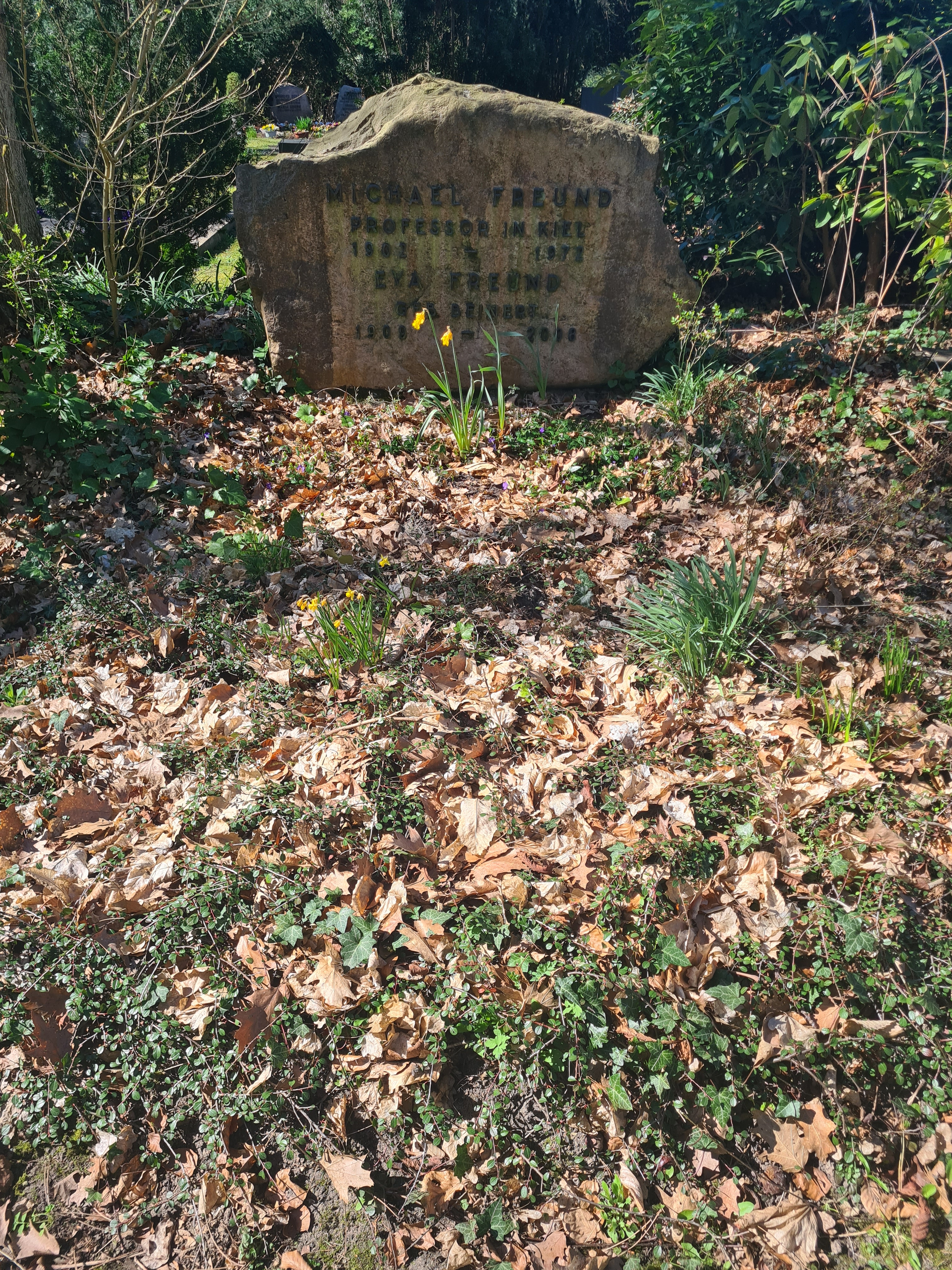
Das Grab von Michael Freund und seiner Ehefrau Eva geborene Beinert auf dem Nordfriedhof (Kiel)

## Leben
Michael Freund studierte vom Sommersemester 1921 bis zum Wintersemester 1925/26 Geschichte, Soziologie, Anglistik und Germanistik an der Universität München. In den Jahren 1923 bis 1926 war er Mitglied der Freien Sozialistischen Jugend, danach der SPD. Nach seinem Studium promovierte er im November 1925 bei Hermann Oncken mit einer Dissertation zur Ideengeschichte der englischen Revolution. Die Arbeit konnte Freund im Rahmen eines Forschungsauftrags der Notgemeinschaft der deutschen Wissenschaft erstellen. Im März 1927 legte er das Staatsexamen für die Fächer Geschichte, Anglistik und Germanistik in München ab.
Neben einer wissenschaftlichen Hilfstätigkeit an der Bibliothek der Deutschen Hochschule für Politik in den Jahren 1932 bis 1935 in Berlin arbeitete er von 1933 bis 1935 als Redakteur für die danach verbotene Berliner Wochenzeitschrift Blick in die Zeit. Hier lernte er Andreas Gayk kennen, den späteren Oberbürgermeister von Kiel. Von 1935 bis 1936 arbeitete er als Lektor beim Bibliographischen Institut in Leipzig, von 1936 bis 1939 als Herausgeber der Weltgeschichte der Gegenwart in Dokumenten bei der NSDAP-eigenen Essener Verlagsanstalt. Freund habilitierte sich kumulativ im Jahr 1938 bei Gerhard Ritter in Freiburg und übernahm eine Dozentur für Westeuropäische Geschichte an der Albert-Ludwigs-Universität Freiburg. Nach seiner Entlassung aus der akademischen Tätigkeit aus politischen Gründen beantragte Freund am 7. Dezember 1939 die Aufnahme in die NSDAP und wurde zum 1. Januar 1940 aufgenommen (Mitgliedsnummer 7.383.665). Im Zweiten Weltkrieg war er zunächst bei der Auslandsbriefprüfstelle dienstverpflichtet. Gegen Kriegsende war er in einer SS-Dienststelle in Klanowitz bei Prag tätig und bereitete beim Institut zur Erforschung der Judenfrage eine „Geschichte der Judenfrage in Dokumenten“ vor. Nach dem Ende des Zweiten Weltkrieges konnte Freund seine akademische Laufbahn fortsetzen.
1950 wechselte Freund von Freiburg nach Kiel, wo er 1951 als außerordentlicher Professor einen Lehrstuhl für Wissenschaft und Geschichte der Politik an der Universität Kiel erhielt. Von 1956 bis 1967 war er ordentlicher Professor, danach Emeritus. Seine Forschungsgebiete umfassten Themen der Politiksoziologie, Elitesoziologie und Ideengeschichte. Er legte Biographien über den französischen Sozialphilosophen Georges Sorel und den englischen Staatsmann Oliver Cromwell vor. Nach der Emeritierung übernahm Werner Kaltefleiter seinen Lehrstuhl.
Freund war auch journalistisch aktiv und schrieb u. a. für die Zeit und Welt. Ferner war er in den späten 1940er Jahren für die SPD-nahe Schleswig-Holsteinische Volkszeitung tätig. In der FAZ veröffentlichte er ab Ende der 1950er Jahre den größten Teil seiner journalistischen Arbeiten. Sein Schwerpunkt lag auf historischen Themen, er veröffentlichte aber auch Kommentare zu tagesaktuellen politischen Ereignissen. Insgesamt erschienen einige hundert Artikel aus seiner Feder.
Zu Beginn seiner Lehrtätigkeit an der Kieler Universität waren Jochen Steffen und  Gerhard Stoltenberg seine wissenschaftlichen Mitarbeiter, die im schleswig-holsteinischen Landtag als Oppositionsführer bzw. Ministerpräsident zu politischen Gegnern wurden. Zu seinen Schülern (Doktoranden bzw. Habilitanden) gehörten Detlef Junker, Hagen Schulze, Heinz Josef Varain, Wilfried Röhrich und Heino Kaack.
Freund war in den 1930er Jahren Mitglied der SPD, über den genauen Zeitraum seiner Mitgliedschaft machte er voneinander abweichende Angaben; im Zuge seiner Entnazifizierung gab er dafür die Jahre 1926 bis 1933 an. Auch nach dem Zweiten Weltkrieg blieb Freund der Partei verbunden. So war er beispielsweise an der Abfassung eines Parteiprogramms für die schleswig-holsteinische Landtagswahl 1950 beteiligt.
Am 28. November 1941 schloss er die Ehe mit Eva Beinert, die ein Kind in die Ehe einbrachte, den späteren Germanisten Hans Peter Neureuter, geb. 1938. Die beiden hatten zwei gemeinsame Töchter.

## Publikationen (Auswahl)
Monographien
- Die Idee der Toleranz im England der großen Revolution (= Deutsche Vierteljahrsschrift für Literaturwissenschaft und Geistesgeschichte. Buchreihe. Band 12, ZDB-ID 200380-6). Niemeyer, Halle (Saale) 1927 (Zugleich: München, Universität, Dissertation, 1925).
- Georges Sorel. Der revolutionäre Konservatismus. Klostermann, Frankfurt am Main 1932 (2. erweiterte Auflage. ebenda 1972).
- Oliver Cromwell (= Colemans Kleine Biographien. 26, ZDB-ID 31371-3). Coleman, Lübeck 1933.
- Weltgeschichte der Gegenwart in Dokumenten. 5 Bände. Essener Verlags-Anstalt, Essen 1936–1940;
  - Band 1: 1934/35. Teil 1: Internationale Politik. 1936;
  - Band 2: 1934/35. Teil 2: Staatsform und Wirtschaft der Nationen. 1936;
  - Band 3: 1935/36. Internationale Politik. 1937;
  - Band 4: 1936/37. Internationale Politik. 1938;
  - Band 5: 1937/38. Internationale Politik. 1940.
- Die große Revolution in England. Anatomie eines Umsturzes. Claassen, Hamburg 1951.
- Das Elitenproblem in der modernen Politik. In: Politische Bildung. Band 46, 1954, ZDB-ID 502758-5, S. 236–258.
- Deutsche Geschichte (= Die Große Bertelsmann Lexikon-Bibliothek. Band 7, ZDB-ID 1305100-3). Bertelsmann, Gütersloh 1960.
  - Deutsche Geschichte, fortgeführt von Thilo Vogelsang. Erweiterte und aktualisierte Sonderausgabe. Bertelsmann Lexikon-Verlag, Berlin, München  u. a. 1975, ISBN 3-570-06662-2.
  - Taschenbuchausgabe in 5 Bänden, Goldmann-Verlag 1978
- Deutschland unterm Hakenkreuz. Die Geschichte der Jahre 1933–1945. Bertelsmann, Gütersloh 1965.
- Das Drama der 99 Tage. Krankheit und Tod Friedrichs III. Kiepenheuer & Witsch, Köln u. a. 1966.
- Abendglanz Europas. 1870–1914. Bilder und Texte. Deutsche Verlagsanstalt, Stuttgart 1967.
- Napoleon und die Deutschen. Despot oder Held der Freiheit? Callwey, München 1969.
- Die Politik der Freiheit. Gesammelte Aufsätze zur Wissenschaft und Geschichte der Politik. Herausgegeben von Walter Bernhardt. Schünemann, Bremen 1970, ISBN 3-7961-4270-2.
- Propheten der Revolution. Biographische Essays und Skizzen. Herausgegeben von Walter Bernhardt. Schünemann, Bremen 1970, ISBN 3-7961-3016-X.
- 25 Jahre Deutschland. 1945–1970. Bertelsmann, Gütersloh u. a. 1971.

Herausgeberschaften
- mit Walter Bernhardt und Ulrich Matthée: Visio Germaniae. Einklang der Gegensätze. Schünemann, Bremen 1978, ISBN 3-7961-1703-1.
- mit Max von Brück, Benno Reifenberg, Friedrich Sieburg und Dolf Sternberger: Die Gegenwart (1951–1958).